# ケヴィン・ベゴイス
ケヴィン・ベゴイス（Kevin Begois、1982年5月13日 - ）は、ベルギー・アントウェルペン出身のサッカー選手。ポジションはゴールキーパー。

## タイトル

### クラブ
VVVフェンロー
- エールステ・ディヴィジ : 2008-09

PECズヴォレ
- KNVBカップ : 2013-14

| スタブアイコン | サブスタブ | この項目は、まだ閲覧者の調べものの参照としては役立たない、サッカー選手に関連した書きかけの項目です。この項目を加筆・訂正などしてくださる協力者を求めています（P:サッカー/PJ:サッカー選手/PJ:女子サッカー）。 |